# Magdalene von Waldeck
Magdalene von Waldeck-Wildungen (* 1558; † 9. September 1599 auf Burg Idstein) war eine Tochter des Grafen Philipp IV. von Waldeck-Wildungen (* 1493; † 1574) und dessen Frau Jutta von Isenburg-Grenzau († 1564). Damit stammte sie aus dem Haus Waldeck.

## Ehen und Nachkommen

### Erste Ehe
Ihre erste Heirat mit Philipp Ludwig I. von Hanau-Münzenberg mag seitens ihres Bräutigams ein bewusstes Absetzen gegen den politisch dominierenden Einfluss seines Vormundes, des Grafen Johann VI. von Nassau-Dillenburg, gewesen sein. So erfolgte die Ehe gegen den anfänglichen Widerstand des Nassauer Vormunds, der eine Heirat in das Umfeld des eigenen Clans bevorzugt hätte. Die Grafen von Waldeck waren eher in Richtung der Landgrafschaft Hessen und des Erzbistums Mainz orientiert.
Magdalene heiratete am 5. Februar 1576 den Grafen Philipp Ludwig I. von Hanau-Münzenberg. Aus dieser Ehe gingen hervor:
1. Philipp Ludwig II. (* 18. November 1576; † 19. August 1612)
2. Juliane (* 13. Oktober 1577; † 2. Dezember 1577), beigesetzt im Chor der Marienkirche in Hanau
3. Wilhelm (* 26. August 1578; † 4. Juni 1579), beigesetzt im Chor der Marienkirche in Hanau
4. Albrecht von Hanau-Münzenberg-Schwarzenfels (Albert) (* 12. November 1579; † 19. Dezember 1635)

### Zweite Ehe
Anlässlich ihrer zweiten Eheschließung übernahm sie das reformierte Bekenntnis ihres zweiten Ehemanns. Sie zog mit ihm nach Dillenburg, wobei sie die beiden überlebenden Kinder aus erster Ehe mitnahm. So gelangte vor allem der Regierungsnachfolger in der Grafschaft Hanau-Münzenberg, Philipp Ludwig II., schon frühzeitig unter reformierten Einfluss, was ihn prägte und dazu führte, dass er 1595 auch in Hanau-Münzenberg in einer „zweiten Reformation“ die reformierte Variante der Reformation als verbindlich einführte.
Am 9. Dezember 1581 mit Graf Johann VII. von Nassau-Siegen. Aus dieser Ehe gingen hervor:
1. Johann Ernst (* 1582; † 1617)
2. Johann VIII., der Jüngere; (* 1583; † 1638)
3. Elisabeth (* 1584; † 1661) ⚭ Graf Christian von Waldeck
4. Adolf (* 1586; † 1608)
5. Juliane (* 1587; † 1643) ⚭ Landgraf Moritz von Hessen-Kassel
6. Anna Maria (* 1589; † 1620) ⚭ Johann Adolf von Daun-Falkenstein (* 1582; † 1623)
7. Johann Albrecht (* 1590; † 1590)
8. Wilhelm (* 13. August 1592; † 17. Juli 1642) ⚭ Christiane zu Erbach
9. Anna Johanna (* 1594; † 1636) ⚭ Johann Wolfart van Brederode (* 1599; † 1655)
10. Friedrich Ludwig (* 1595; † 1600)
11. Magdalena (* 1596; † 1662)
12. Johann Friedrich (* 1597; † 1597)